# Dravske akumulacije
Dravske akumulacije este o arie protejată (arie de protecție specială avifaunistică — SPA) din Croația întinsă pe o suprafață de 9.667,31 ha, integral pe uscat.

## Localizare
Centrul sitului Dravske akumulacije este situat la coordonatele 46°18′58″N 16°25′37″E / 46.316°N 16.427°E.

## Înființare
Situl Dravske akumulacije a fost declarat arie de protecție specială avifaunistică în iulie 2013 pentru a proteja 34 de specii de animale.

## Biodiversitate
Situată în ecoregiunea continentală, aria protejată nu include niciun habitat protejat.
La baza desemnării sitului se află mai multe specii protejate de  păsări (34): fluierar de munte (Actitis hypoleucos), pescăruș albastru (Alcedo atthis), rață sulițar (Anas acuta), rață pitică (Anas crecca), rață fluierătoare (Anas penelope), rață mare (Anas platyrhynchos), rață cârâitoare (Anas querquedula), rață pestriță (Anas strepera), gârliță mare (Anser albifrons), gâscă cenușie (Anser anser), gâscă de semănătură (Anser fabalis), rață-cu-cap-castaniu (Aythya ferina), rața moțată (Aythya fuligula), Bucephala clangula, barză neagră (Ciconia nigra), erete de stuf (Circus aeruginosus), erete vânăt (Circus cyaneus), lebădă de vară (Cygnus olor), ciocănitoarea de stejar (Dendrocopos medius), egretă albă (Egretta alba), egretă mică (Egretta garzetta), șoim de iarnă (Falco columbarius), muscar-gulerat (Ficedula albicollis), lișiță (Fulica atra), stârc pitic (Ixobrychus minutus), sfrâncioc roșiatic (Lanius collurio), rață cu ciuf (Netta rufina), stârc de noapte (Nycticorax nycticorax), cormoran mic (Phalacrocorax pygmeus), ciocănitoare verzuie (Picus canus), cristei de baltă (Rallus aquaticus), lăstun de mal (Riparia riparia), chiră de baltă (Sterna hirundo), silvie porumbacă (Sylvia nisoria).